# ODD FUTURE
「ODD FUTURE」（オッド・フューチャー）は、UVERworldの楽曲。32枚目のシングルとして2018年5月2日にgr8!recordsから発売された。

## 背景とリリース
前作『DECIDED』からおよそ10か月ぶりとなる2018年第1弾シングル。表題曲の「ODD FUTURE」は、2018年4月7日より放送されたテレビアニメ『僕のヒーローアカデミア』（第3期）のオープニング主題歌に使用された。
初回生産限定盤（DVD付属）・通常盤、期間生産限定盤（2018年10月末日まで）の3形態でリリース。

## 収録内容

### 初回生産限定盤・通常盤
| 全作詞: TAKUYA∞ (#3を除く)、全編曲: UVERworld & 平出悟。 |                 |                    |                |      |
| #                                                        | タイトル        | 作詞               | 作曲           | 時間 |
| 1.                                                       | 「ODD FUTURE」  | TAKUYA∞ (#3を除く) | 克哉 / TAKUYA∞ | 3:45 |
| 2.                                                       | 「PLOT」        | TAKUYA∞ (#3を除く) | TAKUYA∞        | 3:27 |
| 3.                                                       | 「CORE STREAM」 | TAKUYA∞ (#3を除く) | UVERworld      | 3:30 |
| 合計時間:                                                | 合計時間:       | 合計時間:          | 10:42          |      |

| #  | タイトル                                            | 作詞 | 作曲・編曲 | 監督       |
| -- | --------------------------------------------------- | ---- | ---------- | ---------- |
| 1. | 「Q.E.D. (Music Video)」                            |      |            | 大喜多正毅 |
| 2. | 「PRAYING RUN (Live at Yokohama Arena 2017.12.21)」 |      |            | 田中力     |

### 期間生産限定盤
| #         | タイトル                    | 作詞  | 作曲・編曲 | 時間 |
| --------- | --------------------------- | ----- | ---------- | ---- |
| 1.        | 「ODD FUTURE」              |       |            | 3:45 |
| 2.        | 「PLOT」                    |       |            | 3:27 |
| 3.        | 「CORE STREAM」             |       |            | 3:30 |
| 4.        | 「ODD FUTURE (short ver.)」 |       |            | 1:30 |
| 合計時間: | 合計時間:                   | 12:14 |            |      |

## 楽曲解説
1. ODD FUTURE
テレビアニメ『僕のヒーローアカデミア』第3期オープニングテーマ。放送開始日となると2018年4月7日、アニメサイズが各配信サイトにて先行配信された[2]。アニメサイズとフルサイズで、アレンジが異なっている。5月9日、MVが公開された。
タイトルは克哉によるもの。歌詞は僕のヒーローアカデミアのストーリーを念頭に置き当てはめながら書かれている。主題歌のオファーがあった時点でTAKUYA∞は原作の内容をあまり認識していなかったが、タイアップをきっかけにストーリーにはまっていったという[3]。
2. PLOT
表題曲に先がけて完成していた[3]。リリース日にMVが公開された。
3. CORE STREAM
インスト楽曲。発売前に『TYCOON TOUR 2017』にてすでに披露されていた。